# لاون الثاني عشر
لاون الثاني عشر أو ليون الثاني عشر أو ليو الثاني عشر هو بابا الكنيسة الكاثوليكية بالترتيب الثاني والخمسون بعد المائتان في حبرية استمرت ستة سنوات من 1823 وحتى 1829. ولد البابا باسم هنيبعل فرانسيسكو ديلا فيلا عام 1760، في عائلة نبيلة ضمن الدولة البابوية، وغدا كاهنًا عام 1783، وكانت أولى مهامه أن أوفد إلى إمبراطور النمسا جوزيف الثاني. ثم عيّن عام 1792 سكرتيرًا خاصًا للبابا بيوس السادس، ليصبح أسقفًا شرفيًا على صور. أوفده البابا عام 1794 إلى كولونيا في محاولة لإيقاف الحرب، واعتقله نابليون الأول عام 1798، وسجنه في أحد الأديرة حتى سقوط الإمبراطورية الفرنسية الأولى. أصبح كاردينالاً عام 1814 وكان الموفد البابوي للملك لويس الثامن عشر عام 1816.
انتخب بعد وفاة سلفه بيوس السابع عام 1823، ووصفت سياسته بالمحافظة الشديدة سواءً على صعيد الكنيسة أو على الصعيد الاجتماعي والتغييرات التي أدخلت إلى المجتمع في أعقاب الثورة الفرنسية. على صعيد سياسته الإدارية للولايات البابوية، فقد عكف ليون الثاني عشر على تخفيض نفقات القضاء وتخفيض الضرائب وأجب على جميع السكان سماع التعليم المسيحي، ومنع اليهود من شراء أملاك جديدة فهاجر قسم كبير منهم من روما إلى خارج الولايات البابوية كصقلية والبندقية.

## روابط خارجية
- لاون الثاني عشر على موقع الموسوعة البريطانية (الإنجليزية)
- لاون الثاني عشر على موقع إن إن دي بي (الإنجليزية)